# Caratteristica di Eulero
In matematica, e più precisamente in geometria e topologia, la caratteristica di Eulero è un numero intero invariante che descrive alcuni aspetti della forma di uno spazio topologico. Si denota comunemente con {\displaystyle \chi } (lettera greca chi).
La caratteristica di Eulero fu formulata originariamente per i poliedri, e usata per dimostrare vari teoremi, inclusa la classificazione dei solidi platonici: Eulero partecipò attivamente a queste ricerche.
Nella matematica moderna, la caratteristica di Eulero, chiamata anche caratteristica di Eulero-Poincaré, è definita in un ambito più generale a partire da una omologia, introdotta dal matematico Henri Poincaré.

## Poliedri

### Definizione
La caratteristica di Eulero {\displaystyle \chi } fu definita inizialmente per i poliedri, con la formula
{\displaystyle \chi =V-S+F,}
dove V, S e F sono rispettivamente il numero di vertici, spigoli e facce del poliedro.

### Relazione di Eulero
La relazione di Eulero asserisce che
{\displaystyle \chi =V-S+F=2}
per tutti i poliedri "senza buchi", ovvero semplicemente connessi. I poliedri convessi rientrano in questa categoria.

### Esempi di poliedri convessi
La formula di Eulero può essere usata per dimostrare che ci sono solo 5 solidi platonici:
| Nome       | Immagine | V (vertici) | S (spigoli) | F (facce) | Caratteristica di Eulero: V − S + F |
| ---------- | -------- | ----------- | ----------- | --------- | ----------------------------------- |
| Tetraedro  |          | 4           | 6           | 4         | 2                                   |
| Cubo       |          | 8           | 12          | 6         | 2                                   |
| Ottaedro   |          | 6           | 12          | 8         | 2                                   |
| Dodecaedro |          | 20          | 30          | 12        | 2                                   |
| Icosaedro  |          | 12          | 30          | 20        | 2                                   |

## Definizione formale

### Complessi di celle o simpliciali
Un poliedro è un esempio di complesso di celle, o di complesso simpliciale: questi sono particolari spazi topologici costruiti a partire da vertici, spigoli, facce 2-dimensionali, facce 3-dimensionali, ecc. Per questi spazi la caratteristica di Eulero è definita semplicemente come
{\displaystyle \chi =k_{0}-k_{1}+k_{2}-k_{3}+\cdots ,}
dove {\displaystyle k_{n}} è il numero di facce n-dimensionali (vertici e spigoli sono intesi come facce di dimensione 0 e 1).
Lo stesso spazio può essere descritto da molte decomposizioni in celle o simpliciali differenti, con valori {\displaystyle k_{i}} variabili: il fatto notevole, che rende la caratteristica di Eulero importante in geometria, è che la quantità {\displaystyle \chi } è però indipendente dalla decomposizione scelta.

### Spazi topologici
Ancora più in generale, si può definire la caratteristica di Eulero-Poincaré di un qualsiasi spazio topologico con l'omologia: senza entrare nel dettaglio, si definisce {\displaystyle b_{i}}come la dimensione dell'i-esimo gruppo di omologia, e quindi
{\displaystyle \chi =b_{0}-b_{1}+b_{2}-b_{3}+\cdots .}
Se lo spazio topologico non è troppo complicato, ciascun {\displaystyle b_{i}} è effettivamente un numero (non è infinito), e {\displaystyle b_{n}}è zero per ogni n sufficientemente grande.

## Proprietà
La caratteristica di Eulero è un invariante topologico: due spazi topologici omeomorfi hanno la stessa caratteristica. Questo è un risultato molto forte, che implica in modo banale la formula di Eulero: i poliedri convessi sono infatti tutti omeomorfi alla sfera bidimensionale.
La caratteristica è anche invariante per equivalenza omotopica: due spazi omotopicamente equivalenti hanno la stessa caratteristica.
Se M e N sono spazi topologici disgiunti, abbiamo
{\displaystyle \chi (M\cup N)=\chi (M)+\chi (N).}
Più in generale, se M e N sono sottospazi di uno spazio più grande che non si intersecano in modo troppo complicato, vale la relazione
{\displaystyle \chi (M\cup N)=\chi (M)+\chi (N)-\chi (M\cap N).}
La caratteristica di Eulero di un prodotto di spazi M × N è
{\displaystyle \chi (M\times N)=\chi (M)\cdot \chi (N).}
Infine, grazie alla dualità di Poincaré, la caratteristica di una varietà differenziabile compatta di dimensione dispari è zero.

## Esempi

### Spazi contrattili
Ogni spazio contrattile, cioè omotopicamente equivalente a un punto, ha la stessa caratteristica di Eulero del punto, che è 1 perché il punto ha 1 vertice e 0 facce di ogni dimensione maggiore. Quindi la retta, il piano, e ogni spazio euclideo ha caratteristica di Eulero 1.

### Superfici
La caratteristica di Eulero di una superficie può essere calcolata agevolmente tramite una suddivisione in poligoni (cioè una descrizione come complesso di celle) e un conteggio del numero di vertici, spigoli e poligoni. La caratteristica di Eulero è l'invariante fondamentale nella classificazione delle superfici.
| Nome                                | Immagine | Caratteristica di Eulero |
| ----------------------------------- | -------- | ------------------------ |
| Sfera                               |          | 2                        |
| Toro                                |          | 0                        |
| Superficie orientabile di genere 2  |          | -2                       |
| Superficie orientabile di genere 3. |          | -4                       |
| Nastro di Möbius                    |          | 0                        |
| Piano proiettivo                    |          | 1                        |
| bottiglia di Klein                  |          | 0                        |
| Due sfere (non connesso)            |          | 2 + 2 = 4                |

Nel caso in cui siano dati vertici e facce e la tassellazione sia regolare (tutte le facce contano lo stesso numero di spigoli), è possibile riscrivere la caratteristica di Eulero in modo più semplice senza contare gli spigoli.
{\displaystyle \chi =V-(nF)/2+F}
dove  {\displaystyle n} è il numero di lati (diviso due, perché ogni spigolo è incidente su due facce).